# Castello di Combourg
Il castello di Combourg (in francese: château de Combourg) è un celebre castello francese, eretto nell'XI secolo per volere del vescovo di Dol, su una collinetta vicino al Lac Tranquille, nella città bretone di Combourg (dipartimento dell'Ille-et-Vilaine, Bretagna nord-orientale) e ricostruito in stile tardo gotico tra il XIV e il XV secolo.
Nel castello, che è appartenuto per un lungo tempo alla famiglia Chateaubriand (dal 1761), trascorse la sua infanzia e giovinezza il celebre scrittore François-René de Chateaubriand (1768 – 1848), periodo descritto dallo stesso autore nelle sue Memorie d'oltretomba (Mémoires d'outre-tombe; 1806 – 1848), dove si parla dell'esistenza di fantasmi nell'edificio.
È classificato come monumento storico dal Ministero della Cultura francese.

## Ubicazione
Il castello si trova in Rue des Princes, 23.

## Caratteristiche
Il castello è fornito di quattro torri a forma di pepiere ed è circondato da un parco all'inglese progettato nel XIX secolo dai fratelli Denis Bühler (1811 – 1890) ed Eugène Bühler (1822 – 1907).
Negli interni, in gran parte restaurati nel 1875, si trovano la scrivania e la camera dello scrittore François-René de Chateaubriand.

## Storia
Il castello venne eretto nel 1016 su ordine di Junken, vescovo di Dol-de-Bretagne.
Ricostruito nella forma attuale tra il XIII secolo e il XV secolo, appartenne inizialmente alla famiglia Du Guesclin.
Nel 1761, il castello venne acquistato dal padre di François-René de Chateaubriand, un ricco armatore di Saint Malo.